# Nordijska kombinacija na Zimskih olimpijskih igrah 1964
Nordijska kombinacija na Zimskih olimpijskih igrah 1964.

## Rezultati
| Poz    | Tekmovalec        | Rezultat |
| ------ | ----------------- | -------- |
| Zlato  | Tormod Knutsen    | 469,28   |
| Srebro | Nikolaj Kiseljov  | 453,04   |
| Bron   | Georg Thoma       | 452,88   |
| 4      | Nikolaj Gusakov   | 449,36   |
| 5      | Arne Larsen       | 430,63   |
| 6      | Arne Barhaugen    | 425,63   |
| 7      | Vjačeslav Drjagin | 422,75   |
| 8      | Ezio Damolin      | 419,54   |